# HD 220
HD 220 — звезда, которая находится в созвездии Цефей на расстоянии около 427 световых лет от нас.

## Характеристики
HD 220 — звезда G-класса 8,686 величины, не видимая невооружённым глазом. Впервые в астрономической литературе она упоминается в каталоге Генри Дрейпера, изданном в начале XX века. Она имеет массу, равную 1,18 массы Солнца. Возраст звезды оценивается приблизительно в 2,8 миллиарда лет. Планет в данной системе пока обнаружено не было.